# Gemeinde Tropoja
Die Gemeinde Tropoja (albanisch Bashkia e Tropojës) ist eine der 61 Gemeinden Albaniens. Das Gebiet der Gemeinde mit einer Fläche von 1043 Quadratkilometern im Qark Kukës entspricht dem ehemaligen Kreis Tropoja. Die Gemeinde liegt im Nordosten Albaniens an der Grenze zu Kosovo und Montenegro. Sie zählt 14.189 Einwohner (Volkszählung 2023).

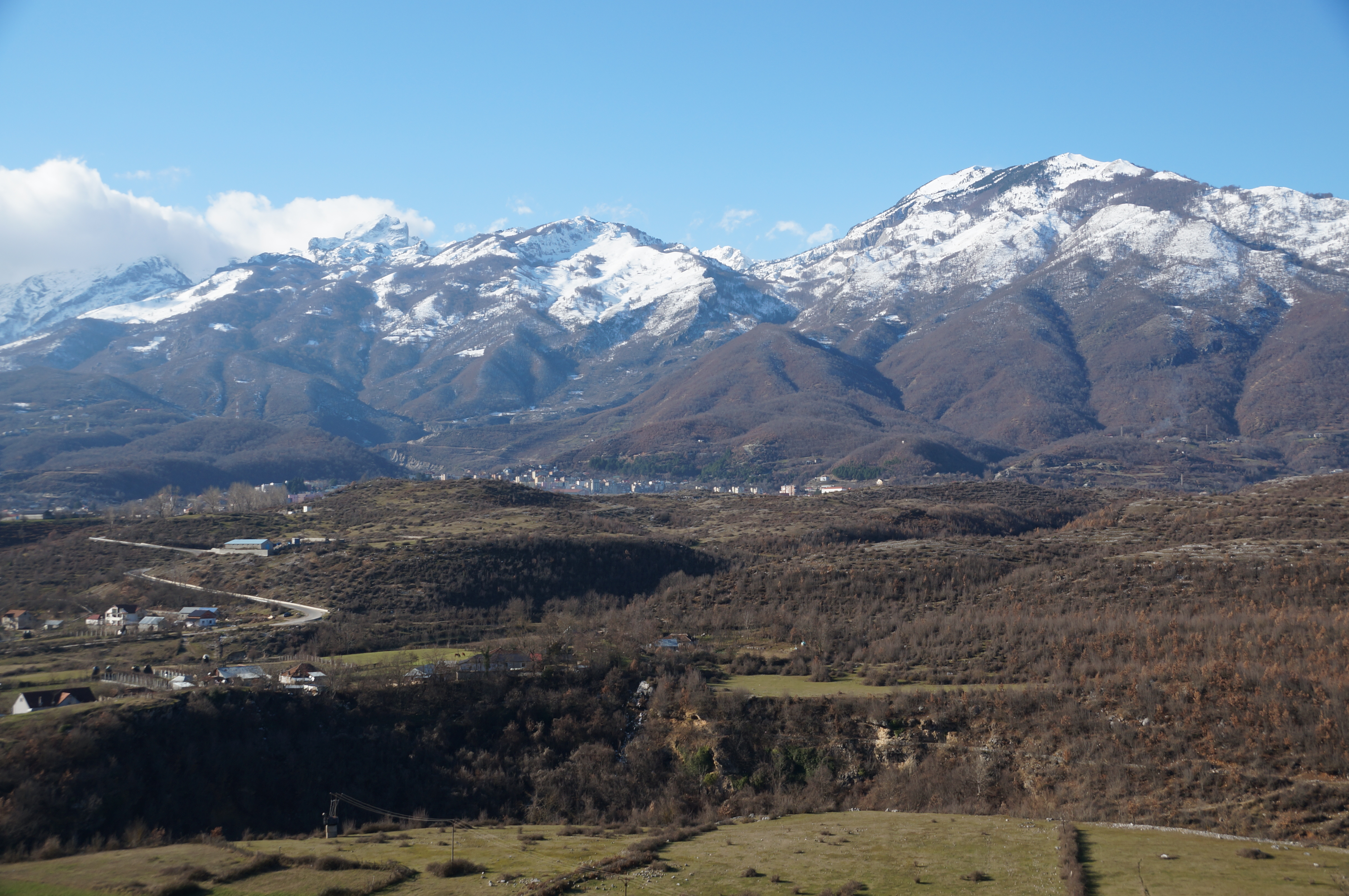
Bajram Curr am Fuße des Massivs der Maja e Hekurave

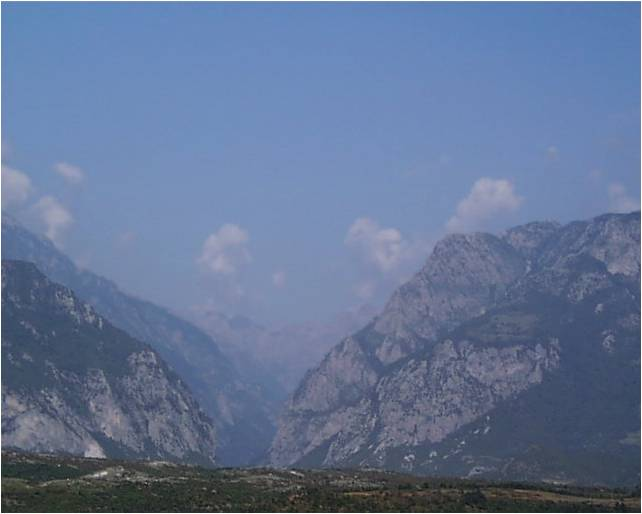
Valbona-Schlucht vom Südende der Ebene gesehen

Tropoja ist ein Bergland am östlichen Rand der Albanischen Alpen. Der zweithöchste Berg Albaniens, die Jezerca (2693 m ü. A.), liegt auf der westlichen Grenze der Gemeinde. Mehr als ein Dutzend weiterer Zweitausender befinden sich auf dem Gemeindegebiet, darunter die Maja e Hekurave. Im Zentrum liegt zwischen den Orten Bajram Curr und Tropoja eine kleine Ebene, die im Norden vom Shkëlzen (2407 m ü. A.) überragt wird. Die Südgrenze wird vom Drin gebildet, der im östlichen Bereich zum Fierza-See (Liqeni i Fierzës) und im Westen zum Koman-See (Liqeni i Komanit) gestaut ist. Zum größten Teil wird die Gemeinde Tropoja vom Fluss Valbona entwässert. Valbona ist auch der Name des Tals, das sich von Bajram Curr nach Nordwesten zieht, sowie eines Ortes in diesem Tal. Der nördliche Teil der Gemeinde mit oberen Valbonatal und Tals des Gash gehört zum Nationalpark Alpen Albaniens.
Das Gebiet der Gemeinde Tropoja wird auch Malësi e Gjakovës genannt, das Bergland von Gjakova. Historisch war Tropoja immer nach Gjakova ausgerichtet, einer Stadt in Kosovo, die rund 25 Kilometer entfernt vom Dorf Tropoja liegt. Als auf der Londoner Botschafterkonferenz 1913 Albaniens Grenzen festgelegt wurden, wurde Tropoja von seinem wichtigsten Handelsort und viele Bewohner von ihren Familien getrennt. Erst seit dem Ende des Kosovokriegs 1999 ist die Grenze am Qafa e Morinës, dem 568 m ü. A. hohen Pass zwischen Tropoja und Kosovo, wieder geöffnet. Entlang der Grenze liegen als bedrohliches Überbleibsel des Krieges noch Landminen.
Seit Mai 2006 ist die Straße nach Gjakova asphaltiert, von der man sich ein Wachstum der Wirtschaft in der Region verspricht. Mit dem Rest von Albanien ist Tropoja nur durch schmale Gebirgsstraßen verbunden. Nach Westen und Norden riegeln hohe Berge das Gebiet ab. Die enge und kurvenreiche Straße nach Südosten über Has nach Kukës ist zwischenzeitlich asphaltiert. Seit der Asphaltierung bildet sie den wichtigsten Verbindungsweg nebst dem Morina-Pass, da in Kukës Anschluss an die Autobahn Durrës – Kosovo besteht. Die Fahrt über die Straße nach Süden durch das Bergland von Puka und Mirdita ist sehr langwierig. Tropoja war lange am besten mit der Fähre über den Koman-Stausee zu erreichen, die ein Mal täglich pro Richtung verkehrte, zwischenzeitlich aber eingestellt war und jetzt nur noch im Sommer verkehrt.
Wie das ganze nordalbanische Bergland hat auch Tropoja unter einer starken Entvölkerung gelitten, nachdem der Kommunismus in Albanien zusammengebrochen ist. Die Bergwerke, in denen Chrom, Bauxit und Kupfer gewonnen wurden, und die meisten anderen Arbeitgeber mussten schließen. Da die Grundstücke der Bergbauern meist sehr klein waren und der Lebenskomfort in der Region eher bescheiden ist, suchten viele in Tirana und Shkodra Arbeit, wo ganze Slums mit Bewohnern aus den Bergen entstanden sind. Die Regierung unternahm in den 90er Jahren nichts gegen die illegalen Siedlungen an Tiranas Stadträndern – viele glaubten, dass dies auch damit zusammenhing, dass Sali Berisha, der damals Staatspräsident war, selber aus Tropoja stammte. Die Region hatte 2011 noch 20.517 Einwohner; allein in diesen zwölf Jahren also 31 % der Bevölkerung verloren.
Die Bewohner sind fast mehrheitlich in der Landwirtschaft tätig. Von allen vorhandenen Bodenerzen soll zurzeit nur noch Kaolin abgebaut werden. Fast drei Viertel der Bevölkerung sind muslimisch; der Rest ist mehrheitlich katholisch. Hauptort ist Bajram Curr. Der Name der Gemeinde stammt vom kleinen Ort Tropoja, dem historischen Zentrum der gleichnamigen Region.

## Verwaltungseinheiten
Im Sommer 2015 wurden acht Gemeinden zur Gemeinde Tropoja zusammengelegt. Seither bilden diese die Njësitë administrative (Verwaltungseinheiten) der Bashkia Tropoja.
| Name        | Einwohner 2023 | Einwohner 2011 | Gemeindeart |
| ----------- | -------------- | -------------- | ----------- |
| Bajram Curr | 4.113          | 5.340          | Bashkia     |
| Bujan       | 1.738          | 2.550          | Komuna      |
| Bytyç       | 888            | 1.563          | Komuna      |
| Fierza      | 1.149          | 1.607          | Komuna      |
| Lekbibaj    | 644            | 1.207          | Komuna      |
| Llugaj      | 1.190          | 1.787          | Komuna      |
| Margegaj    | 1.907          | 2.346          | Komuna      |
| Tropoja     | 2.560          | 4.117          | Komuna      |